# Alife
Alife (Alìfe in dialetto locale) è un comune italiano di 7 294 abitanti della provincia di Caserta in Campania. Antica sede vescovile documentata storicamente a partire dall'anno 499, ma sicuramente di fondazione precedente: dal 1986, pur mantenendo la cattedra vescovile, è unita alla vicina diocesi di Caiazzo in un'unica comunità, con il nome di diocesi di Alife-Caiazzo.
Per effetto ed a seguito del DPR del 2 ottobre 1995, il comune di Alife ha diritto, nei suoi atti ufficiali, di fregiarsi del titolo di città. Fa parte della comunità montana del Matese. La cittadina è conosciuta a livello nazionale anche come "città della cipolla": la coltivazione di quest'ortaggio è qui storicamente attestata fin dai tempi della dominazione romana e la sua esportazione è stata per secoli la principale fonte di sostentamento dei suoi abitanti.

## Geografia fisica

### Territorio
La cittadina si trova nella parte sud-occidentale della regione storica del Sannio. È posta alle pendici del versante meridionale del massiccio del Matese, in un'ampia pianura che ne prende il nome (piana alifana), solcata dal medio corso del fiume Volturno e da altri torrenti. La vastità del suo territorio comunale (63,87 km²) la colloca al terzo posto della provincia (dopo Sessa Aurunca e Teano): esso va dalle sponde del fiume, naturale confine verso sud, ai vasti pianori intensamente coltivati e, attraversando una stretta fascia collinare, raggiunge la parte montuosa la cui vetta più alta è Monte Acuto (m. 1265 s.l.m..).

#### Idrografia
Alife è bagnata a sud dal fiume Volturno, mentre il centro storico è lambito a destra dal Torano affluente dello stesso Volturno. Il Torano si divide in due rami, denominati nuovo e vecchio, e tale distinzione risale a prima del XIII secolo. Nella suddivisione in tre parti del percorso del Volturno, dalla sorgente alla foce (alto, medio, basso Volturno), il territorio alifano è pienamente inserito nel Medio Volturno. Altri torrenti, numerosi ruscelli e diverse sorgenti ne completano il quadro idrografico.

#### Sismicità
Alife rientra nella classificazione nazionale di sismicità media (zona 2). Al 369 risale il primo terremoto storicamente noto che interessò l'intero Sannio, al quale fece seguito il sisma dell'847. Eventi sismici conosciuti ed oggetto di studi geologici e storici, con origine lungo la faglia del monte Matese, hanno provocato seri danni alla città nel settembre 1349, dicembre 1456 (crollo di abitazioni, grave danneggiamento della cattedrale e 60 vittime), giugno 1688 (crollo della cattedrale e di vari edifici). Danni minori si sono registrati in seguito ai terremoti del luglio 1805 e novembre 1980. Il 29 dicembre 2013, con gli altri comuni limitrofi, Alife è stata colpita da un sisma di magnitudo 4.9, poi ricalcolato a 5.0, con epicentro a distanza di 10 km, riportando lievi danni; all'evento principale sono seguite oltre 200 repliche di bassa intensità.

### Clima
Il clima è quello tipico dei comuni della pianura Campana: l'estate è caratterizzata da caldo afoso, mentre l'inverno è mediamente freddo con rare nevicate.
| CASERTA            | Mesi | Mesi | Mesi | Mesi | Mesi | Mesi | Mesi | Mesi | Mesi | Mesi | Mesi | Mesi | Stagioni | Stagioni | Stagioni | Stagioni | Anno |
| CASERTA            | Gen  | Feb  | Mar  | Apr  | Mag  | Giu  | Lug  | Ago  | Set  | Ott  | Nov  | Dic  | Inv      | Pri      | Est      | Aut      | Anno |
| ------------------ | ---- | ---- | ---- | ---- | ---- | ---- | ---- | ---- | ---- | ---- | ---- | ---- | -------- | -------- | -------- | -------- | ---- |
| T. max. media (°C) | 12,6 | 13,4 | 16,1 | 19,9 | 24,1 | 28,7 | 31,5 | 31,4 | 28,0 | 22,7 | 18,0 | 14,6 | 13,5     | 20,0     | 30,5     | 22,9     | 21,8 |
| T. min. media (°C) | 6,6  | 6,9  | 9,0  | 11,5 | 14,8 | 18,9 | 21,2 | 21,2 | 18,8 | 14,9 | 11,3 | 8,5  | 7,3      | 11,8     | 20,4     | 15,0     | 13,6 |

## Origini del nome
L'etimologia del nome Alife è ancora oggetto di studi. L'esatta pronuncia sabellica dovrebbe essere ALIPHA; su una moneta d'argento del IV a.C. la forma osca è grecizzata in ALIOHA. In greco è Ἀλλιφαί per Strabone e Diodoro Siculo, Ἄλλιφα per Tolomeo. Per i romani è Allifae, con qualche variante, ed è nominata da Silio Italico, Plinio il Giovane, Cicerone, Orazio ed altri numerosi. Nel medioevo la forma definitiva Alife compare su pergamene dell'XI secolo, il nome continuerà a circolare su documenti e cronache in varianti come Alifia e Alifi.
Il termine greco Elaias (oliva) sembrerebbe essere l'origine più plausibile del termine latino (sostantivi di origine greca pluralizzati) Aliphae, con possibile riferimento all'antica varietà di olivo autoctona 'tonda allifa'.

## Storia
Alife ha origine osca o sannita, coniava moneta propria come un didramma d'argento del IV secolo a.C. Fu a lungo in lotta con Roma, dal 343 al 290 a.C., venendo poi distrutta durante le guerre sannitiche. Numerose le sepolture di età sannitica rinvenute in località Conca d'Oro.
Alife fu in seguito riedificata come oppidum, con il caratteristico impianto romano, con decumano massimo e cardine massimo. Incorporata come praefectura sine suffragio nella repubblica romana, e poi municipium Romanorum, con governo proprio di decurioni, decemviri, questori, censori, edili e pontefici. Fu iscritta alla tribù Teretina. Le lapidi superstiti raccontano figure e ruoli dell'Alife romana, compresi consoli romani. Del Calendario alifano si conservano frammenti dei giorni 11-19 agosto e 22-29 agosto; interessa la menzione del Circo alifano, del quale, a differenza dell'anfiteatro e del teatro, si è persa ogni traccia.
La città romana, circondata da mura tuttora esistenti, rimase abitata per tutto il medioevo, nonostante assedi e saccheggi. Il vescovado alifano è antichissimo, il primo vescovo noto è Clarus in carica nel 499 e dopo un'interruzione riprende con Paolo subito dopo il 969. Una grande fioritura monastica interessò il territorio alifano dal 719 al 774 con la fondazione dei monasteri di S. Maria e S. Pietro a Massano, S. Maria in Cingla, S. Giovanni, S. Salvatore, ed altri minori come S. Nazario e S. Martino al Volturno.
Nel lungo periodo longobardo fu gastaldato. Nel corso del IX secolo conobbe eventi molto duri: coinvolta nelle lotte fra i signori longobardi, subì danni dal terremoto dell'847, venne saccheggiata dai saraceni, e nell'anno 860 riconquistata dopo battaglia dall'imperatore Ludovico II. Nel X secolo la città visse una nuova ripresa, prima divenne contea e il primo conte storicamente noto è Bernardo, seguito da Aldemario, poi riottenne un proprio vescovo. Dopo Paolo, sono nominati nelle lapidi coeve della cattedrale alifana i vescovi Vito, Gosfrido e Arechi.
Nella seconda metà dell'XI secolo il territorio alifano fu conquistato dalla casa normanna dei Drengot Quarrel, e la cittadina ebbe momenti di gloria e di splendore. Il primo conte della stirpe è Rainulfo, cui succedette il figlio Roberto di Alife e il figlio di costui, il secondo Rainulfo, conte di Alife e Caiazzo. Rainulfo II chiese ed ottenne, nel 1131 o 1132, dall'antipapa Anacleto II le reliquie di san Sisto I, papa e martire, divenuto poi protettore della città e della diocesi. A lui fu dedicata la cattedrale, intitolata a Santa Maria Assunta.
Nel 1132 Rainulfo entrò in guerra contro Ruggero II di Sicilia e nel luglio numerosi cavalieri e fanti alifani furono impegnati nella vittoriosa ma sanguinosa battaglia di Nocera. Nel 1135 Alife fu occupata dal truppe regie ma ripresa nel 1137 da Rainulfo, ora elevato da papa e imperatore a duca di Puglia e Calabria. Dopo la strage del 1138 voluta da Ruggero II di Sicilia prese il potere Malgerio Postella. In questi anni la città fu sottoposta alle continue lotte fra il regno ed i ribelli. La casa normanna di Alife riconquistò temporaneamente la contea con Andrea di Ravecanina negli anni a partire dal 1154 e saldamente solo dal 1193 con Giovanni di Ravecanina, l'ultimo dei Drengot.
Anche nell'età sveva infuriarono le lotte per il possesso dell'antica città: nel 1205 il castello respinse un assedio, ma la città fu data alle fiamme. In questi anni fu governata dal conte Siffrido, di origine germanica, fino all'ingresso dell'Imperatore Federico II di Svevia che ne prese il controllo diretto nel 1221. Nel 1229 la città aprì le porte all'esercito pontificio ma tornò rapidamente in potere di Federico II, che fece riparare il castello normanno. Il 2 novembre 1254 papa Innocenzo IV annetteva Alife alla Chiesa, ma presto la città fu riannessa al Regno di Sicilia. Vi transitò Carlo I d'Angiò prima di sconfiggere Manfredi a Benevento nel 1266. Nel 1269 è conte Filippo, primogenito di Baldovino imperatore di Costantinopoli. Un eretico alifano, Pietro, è reso celebre da un affresco di Giotto. Sono numerose le chiese e i monasteri in attività fra il XII e il XIII secolo, ancora nel 1226 la chiesa di San Pietro al Mercato ospitava una confraternita, e quell'anno erano in funzione due ospedali.
Nel Trecento città e contea passano di mano tra le dinastie D'Avella, Janvilla e Marzano. Per oltre un decennio tra il 1324 e il 1335 appartiene all'Ordine degli Ospitalieri di Gerusalemme. Nel 1320 Alife, che comprende una comunità ebraica, è tassata per 78 once, 2 tarì e 12 grani, mentre il casale di S. Simeone è tassato per 2 once ed 8 tarì, con una popolazione totale stimata fra i 5000 ed i 6 000 abitanti. La città subisce qualche danno con il terremoto dell'Appennino centro-meridionale del 1349. L'alifano Niccolò Alunno († 1367) diviene prima maestro razionale e poi gran cancelliere del Regno di Napoli; scrive gli Arcani Historici e suo figlio Francesco Renzio viene fatto cardinale da papa Urbano VI. Fra i vari vescovi che si susseguono nella diocesi, chiude il secolo l'alifano Giovanni de Alferis, della stessa famiglia di Alferio, vescovo di Alife, poi di Viterbo.
Nel Quattrocento si alternano le dinastie Stendardo, Origlia, di nuovo Marzano, Gaetani e Diaz Garlon. Il violento terremoto del 5 dicembre 1456 devasta tutto il Sannio; in Alife si contano 60 morti e numerosi crolli. Il vescovo Antonio Moretta ripara la cattedrale, e la città conserva il suo ruolo di centro principale del territorio. Ha propri Statuti Municipali nel 1464, che vengono aggiornati nel 1503 e solennemente nel 1506 dal Palazzo Grande della città rinascimentale. In contrada San Simeone si insedia una colonia di Albanesi e di Ebrei. Nel 1536 è attiva la tipografia del primicerio Luigi Cilio che dedica alla contessa Cornelia Piccolomini il Tempio de Amore di Iacopo Campanile; per il torchio di Cilio Alifano, trasferitosi a Napoli, il professore alifano Cesare Benenato pubblica il De puerorum institutione. Dal 1557 è vescovo il giurista e storico Antonio Agustín che trascrive le epigrafi latine della città e ne studia (senza pubblicare) antichi documenti. Nella seconda metà del XVI secolo la città governata dagli spagnoli Diaz Garlon, passa da un alto momento culturale ad un rapido declino. Nel 1561 è saccheggiata congiuntamente da milizie pontificie e del regno di Napoli. Il vescovo Giacomo Gilbert de Nogueras trasferisce la residenza del vescovo nel vicino centro di Piedimonte d'Alife, dove i suoi successori sono rimasti fino ad oggi senza, tuttavia, intaccare l'antico titolo vescovile, mantenuto sempre da Alife da sedici secoli.
Nel Seicento è feudo della famiglia Caetani. Si conservano i giuramenti dei governatori, di regola esterni, in carica dal 1585 al 1689. Ancora un terremoto, questa volta nel 1688, abbatte diverse case e danneggia la cattedrale. Nel 1716 sono ritrovate in Cattedrale le reliquie di San Sisto. Nel 1746 viene compilato il catasto onciario, nel 1810 con la fine della feudalità, è assegnato al comune l'attuale patrimonio boschivo. La cittadina ha un nuovo incremento demografico all'inizio dell'Ottocento. Con l'unificazione d'Italia nel 1861 è segnalata qualche incursione di briganti, reduci dell'esercito napoletano nelle zone collinari e boschive.
Nel 1914 è inaugurata la Ferrovia Alifana che la collega a Napoli. Il 2 gennaio 1927, eliminata la provincia di Caserta (poi ricostituita nel 1945), Alife passa alla provincia di Benevento. Dopo il Ventennio, fu coinvolta nei combattimenti della seconda guerra mondiale: nell'ottobre 1943 la torre più alta del castello fu minata dai tedeschi in ritirata e la città intera subì un duro bombardamento aereo americano il 13 ottobre 1943 alle 12:02 che mieté numerose vittime civili; anche questa volta i danni di guerra furono rapidamente riparati e la città rapidamente ricostruita. Interessante notare che la fotografia di Alife ripresa dal primo aereo immediatamente prima del bombardamento e la fotografia del paese raso al suolo immediatamente dopo il bombardamento, fu pubblicata in una rivista americana come dimostrazione che i bombardamenti americani erano precisi su "obiettivi militari" e "non coinvolgeva i civili"… La didascalia, infatti, descriveva Alife, città completamente squadrata, come "una roccaforte militare" e si faceva notare che tutte le bombe erano cadute all'interno del recinto (le mura)…
Nel 1945 ritornò dalla provincia di Benevento a quella di Caserta.

### Simboli
Lo stemma comunale storico è rappresentato da un elefante portante sul dorso una torre merlata dorata con tre bastioni recante l'iscrizione Civitas Alipharum. Se gli elefanti si trovano scolpiti, per la prima volta, in un archivolto della cattedrale originaria (XII secolo), lo stemma nella forma attuale si trova già disegnato in una bolla di papa Paolo III del 19 maggio 1543 (Archivio della Cattedrale di Alife) ed è documentato continuamente dal XVIII secolo. La blasonatura è la seguente:
Lo stemma è stato riconosciuto con decreto del capo del governo del 10 giugno 1929.
Gli ornamenti esteriori da città (dal 2 ottobre 1995) sono rappresentati da una corona dorata con cinque torri portanti merli ghibellini, contornati dai simboli della Repubblica. L'art. 4 dello Statuto comunale del 28.11.2000 protegge e disciplina l'uso dello stemma civico.
Il gonfalone, concesso con regio decreto del 19 ottobre 1933, è costituito da un drappo di azzurro.

## Monumenti e luoghi d'interesse

### Architetture religiose
Dentro le mura:

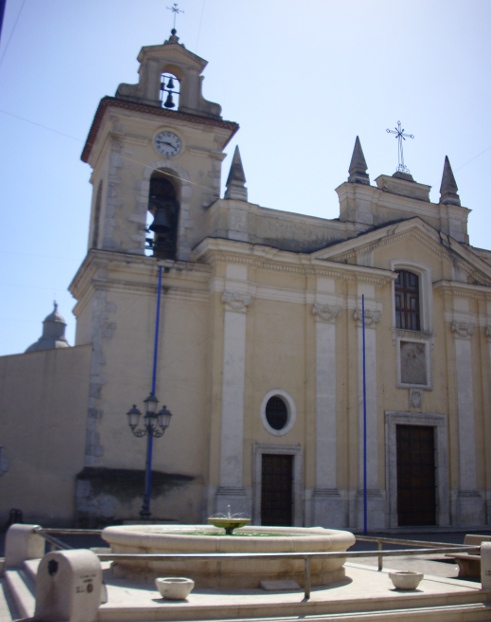
Facciata della Cattedrale

- Cattedrale di Maria SS. Assunta e S. Sisto, realizzata nel XII secolo.
- S. Lucia, di certo preesistente alla cattedrale[7], oggi ne rappresenta parte integrante come cappella laterale, anche se architettonicamente indipendente. Dedicata alla martire siracusana, probabile prima patrona della città fino al 1132, è stata restaurata nel 2004 e riportata all'antica spazialità architettonica. Al suo interno ospita una tela barocca e un confessionale ligneo del secolo XVIII.
- Maria SS. Immacolata della Congrega, come la precedente, anch'essa è oggi parte integrante della cattedrale. Nelle forme attuali è stata eretta nel 1864, a spese dell'omonima Confraternita (detta appunta "la Congrega"), quivi eretta nel 1817, com'è attestato anche da una lapide marmorea[8]. Conserva un dipinto ottocentesco della titolare, un gruppo scultoreo della Vergine Addolorata e del Cristo Morto (che vengono portati solennemente in processione ogni anno, la sera del Venerdì Santo) e un presepe in stile settecentesco napoletano.

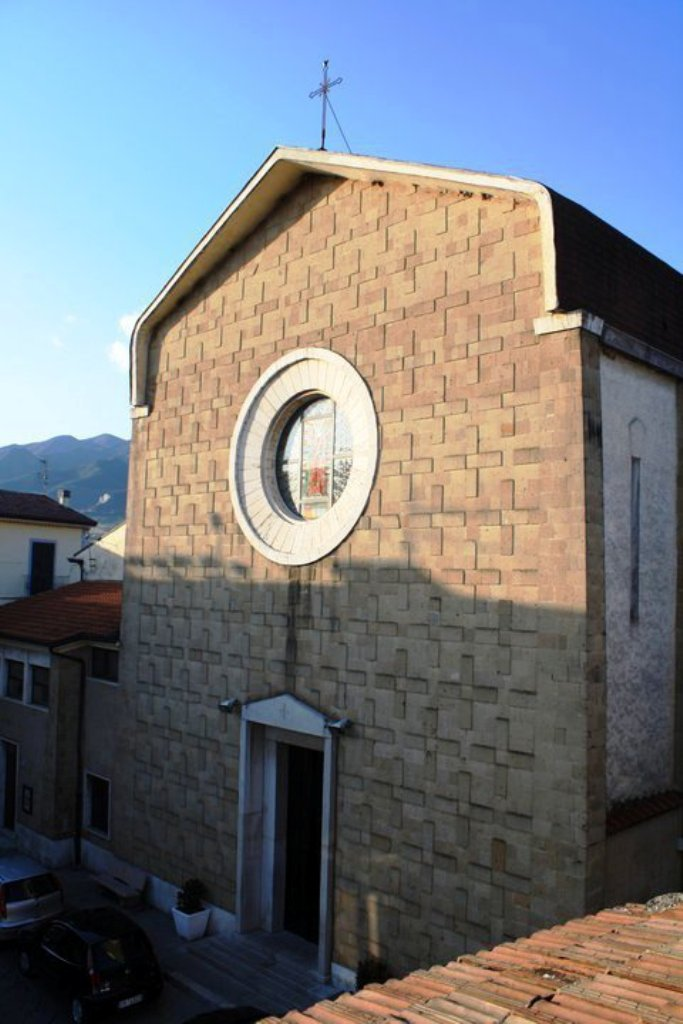
Chiesa di S.Caterina

- S. Caterina d'Alessandria, la seconda chiesa urbana è dedicata alla martire egiziana. Chiesa di S.Caterina Era già in funzione nel Trecento, e all'inizio del Quattrocento ad essa era annesso un ospedale detto "delle fratarìe"; nel corso dei secoli ha avuto diverse ricostruzioni, fino all'ultima, radicale nel 1946, essendo stata quasi completamente distrutta dal tragico bombardamento della città del 1943. Si trova nell'omonima piazza e, assieme alla cattedrale e a S. Sisto, è l'unica chiesa in piedi dal Medioevo e sopravvissuta al terremoto del 1688 che rase al suolo le numerose altre chiese cittadine. Nelle vicinanze di S. Caterina ancora nell'Ottocento era in funzione la trecentesca chiesa di S. Maria Maddalena, trasformata in abitazione civile.
- S. Francesco (o istituto delle suore degli Angeli), all'interno della struttura adibita a residenza dell'ordine, vi è una cappella dedicata alla Vergine del Rosario di Pompei. L'istituto, fondato nel 1910, consta oggi di due edifici contemporanei (l'uno residenziale, l'altro scolastico): esso è intitolato al Poverello di Assisi anche a ricordo del "quarto" di San Francesco, uno dei quattro rioni di Alife in cui è ubicato, poco distante dall'antico convento francescano del XIII secolo ed esistente, nelle vicinanze, ancora nel Seicento.

Fuori dalle mura:

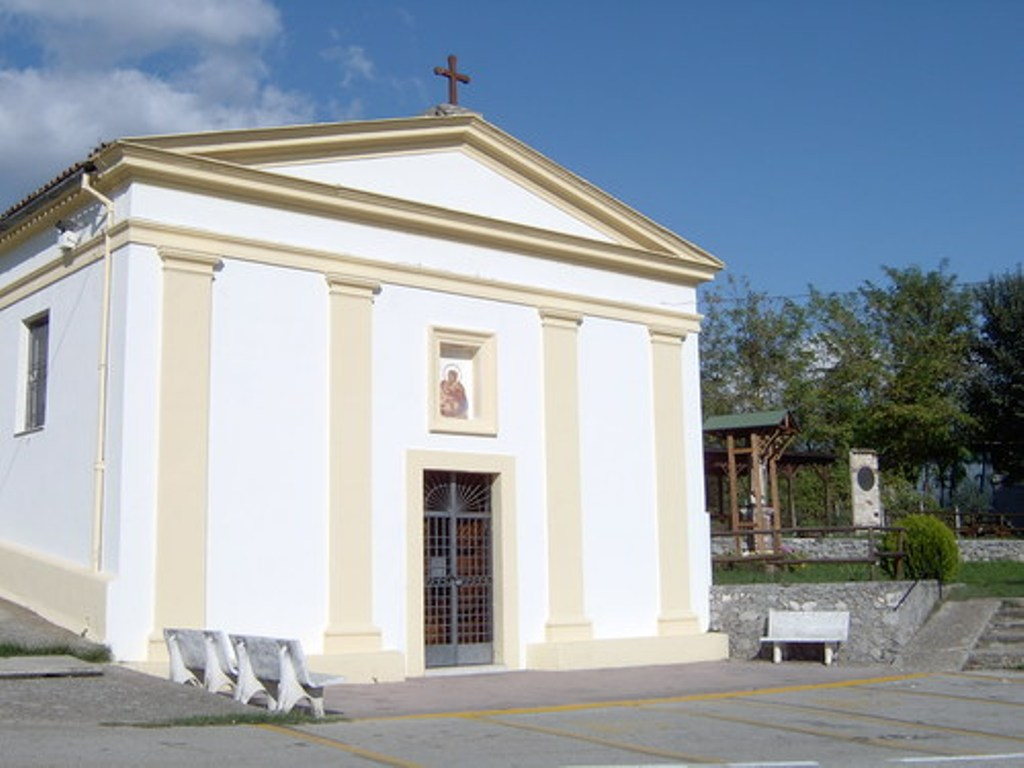
Santuario della Vergine della Grazia

- Maria SS. della Grazia, santuario costruito su un antico mausoleo romano e trasformato in chiesa già in età normanna. Santuario della Vergine della GraziaAll'interno si conservano un altare marmoreo settecentesco sormontato da una tela coeva che rappresenta "l'Immacolata e la Trinità", la statua della Titolare in legno dorato del sec. XVII (molto sentita dal popolo la devozione verso la Marònn'a Gràzia, in onore della quale si svolge annualmente una festa la terza domenica di settembre), tracce di affreschi tardomedievali nella cripta, un presepe napoletano in stile settecentesco che riproduce alcuni scorci alifani, una statua in legno del sec. XIX raffigurante l'Addolorata e altre opere. All'esterno del santuario vi è un piazzale sopraelevato, uno dei primi dedicati a papa Giovanni Paolo II; poco dopo la sua morte, nell'estate del 2005, una statua fu posta in questo luogo, anche in ricordo di un pellegrinaggio che i fedeli del santuario fecero nell'aprile 1996 a Roma, in udienza da papa Giovanni Paolo II, che benedisse il grande quadro ad olio (copia di quello che si conservava in questa chiesa fin dal sec. XIII e che oggi si trova nel vicino e omonimo santuario di Baia e Latina) che si può ammirare nella cripta della chiesa alifana. Accanto al monumento a papa Wojtyla, si erge una stella in pietra su cui è disposta una grande formella bronzea circolare che raffigura la titolare del santuario.

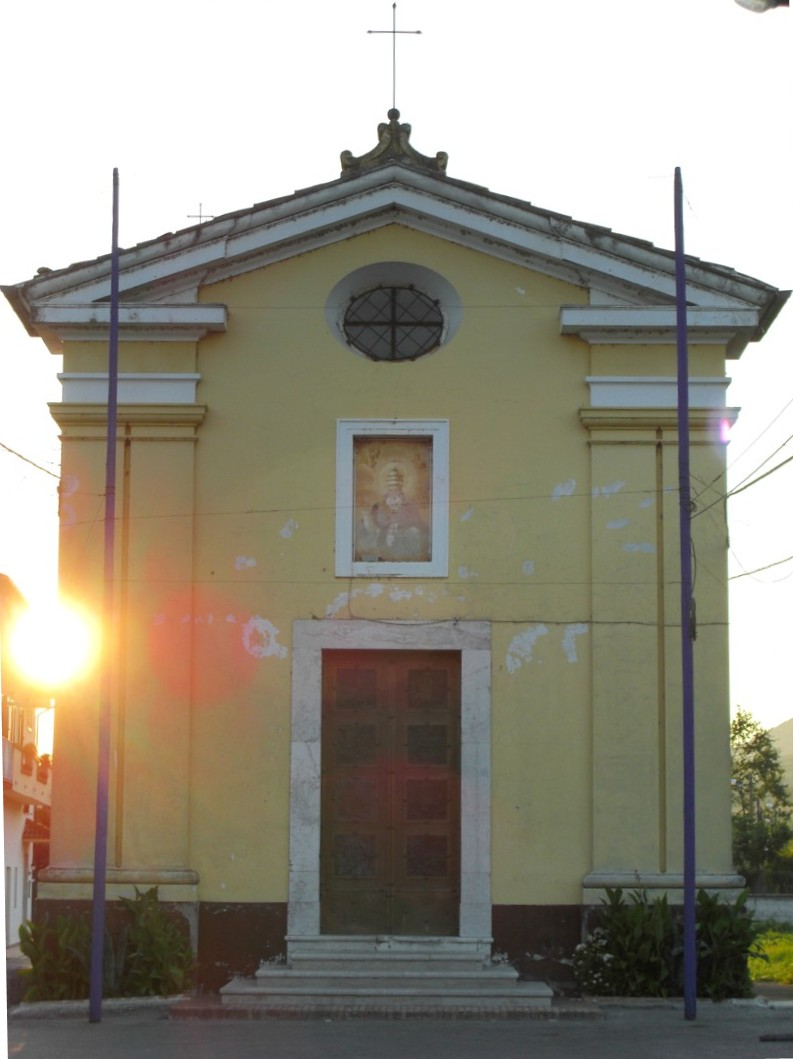
Chiesa S.Sisto Extra Moenia

- S. Sisto Extra Moenia, a breve distanza dalla cinta muraria e da Porta Roma, è il luogo che ricorda la traslazione delle reliquie di S. Sisto I papa (1131/1132). Chiesa S.Sisto Extra Moenia All'interno del piccolo tempio sono conservati un affresco di G. Mugnaj del XIX secolo e una copia in gesso del busto del santo patrono. Ogni anno, la sera del 10 agosto, giunge la processione di San Sisto per restarvi tutta la notte, vegliato dai fedeli e per ripartire, al mattino successivo alla volta della cattedrale, rievocando il solenne ingresso delle reliquie nel 1132.
- S. Michele Arcangelo, nell'omonima frazione, sulle colline, è la seconda parrocchia dell'unità pastorale di Alife. Costruita negli anni '70 del '900 su terreno donato dalla famiglia Scorciarini Coppola, contiene tre gruppi scultorei del 1985, opere dell'artista Vittorio Tirrito.
- S. Michele Vecchio, costruita nel 1784, la piccola chiesa fu elevata parrocchia nel 1939. L'interno, in stile neoclassico, è a campata unica e ospita, sull'antico altare marmoreo, la statua di San Michele del 1954 che da qui, in processione (la prima domenica di ottobre), raggiunge la chiesa nuova, per farvi ritorno alla fine dei festeggiamenti. La sede parrocchiale è stata trasferita nella chiesa nuova nel 1985.
- S. Giovan Giuseppe della Croce, si trova nella frazione Totari ed è la terza sede parrocchiale dell'unità pastorale di Alife. La chiesa, costruita negli anni '80 del '900, è dedicata a Giovan Giuseppe della Croce, il santo frate che operò in diocesi nel XVII secolo e che qui viene celebrato il 5 marzo. È la prima chiesa del mondo dedicata al santo ischitano.[senza fonte] In essa, la terza domenica di luglio, si svolge anche la festa della Madonna del Carmine, patrona del borgo.
- Maria SS. Immacolata e S. Sisto, edificato intorno al 1850, è l'oratorio del cimitero cittadino, composto da tre grandi cappelle a colombario dedicate all'Immacolata, al patrono e, quella centrale, agli angeli custodi.Colombari del cimitero

Chiese chiuse al culto:

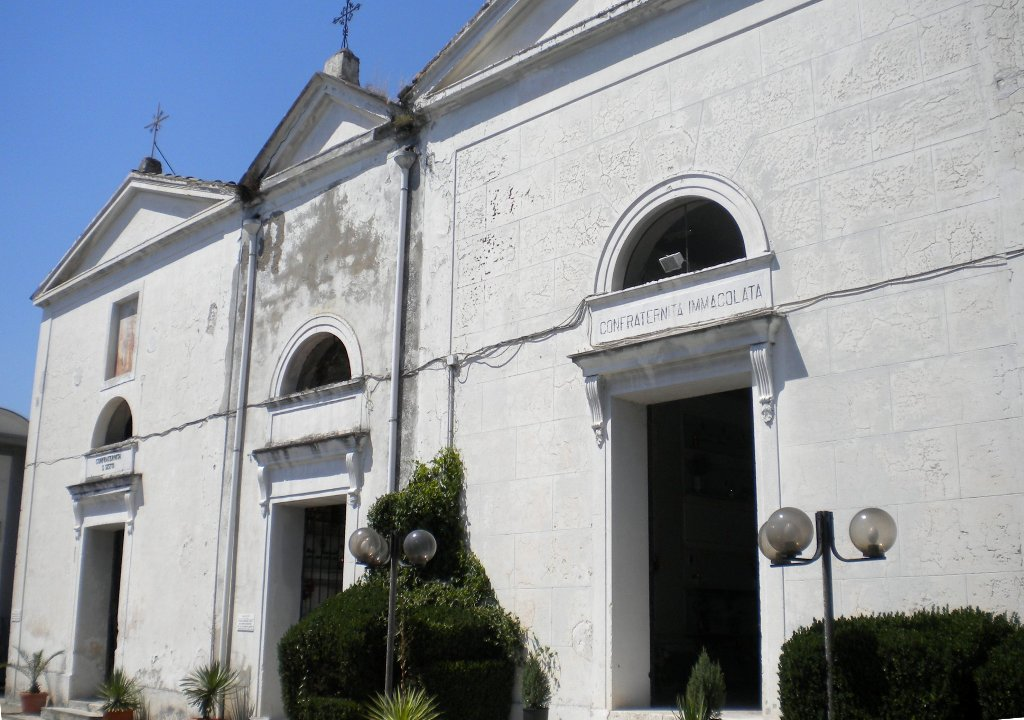
Colombari del cimitero

- S. Giovanni Gerosolimitano, già mausoleo romano, in età longobarda divenne chiesa e dal XII secolo fu annessa dall'Ordine Gerosolimitano. Per lungo tempo una delle chiese principali della città, possedeva anche un mulino. Nel XIX secolo era di proprietà comunale, e ancora negli anni '30 del XX secolo, destinata ad onorare i caduti alifani di tutte le guerre, vi si diceva messa. Restituita allo stato di edificio classico, è spesso sede di mostre archeologiche.
- S. Maria la Nova, antica chiesa, le cui prime testimonianze risalgono al Trecento, fu l'edificio religioso che risultò meno danneggiato dal terremoto del 1688. A fine ottocento era di patronato comunale, ma venne trasformata in abitazione civile. Esiste la cripta con affreschi trecenteschi raffiguranti la vergine Maria.
- S. Maria Ausiliatrice, già chiesa dell'istituto religioso delle R.O.S.E. (fondato dal sacerdote alifano Mons. Pasquale Panella), è stata edificata nel 1952 per servire lo stesso; è stata chiusa al culto nel 1980. La festa della Madonna di Lourdes che qui si svolgeva fino agli anni '60, è stata trasferita nella chiesa di S. Caterina.

### Siti archeologici
Resti di età romana:

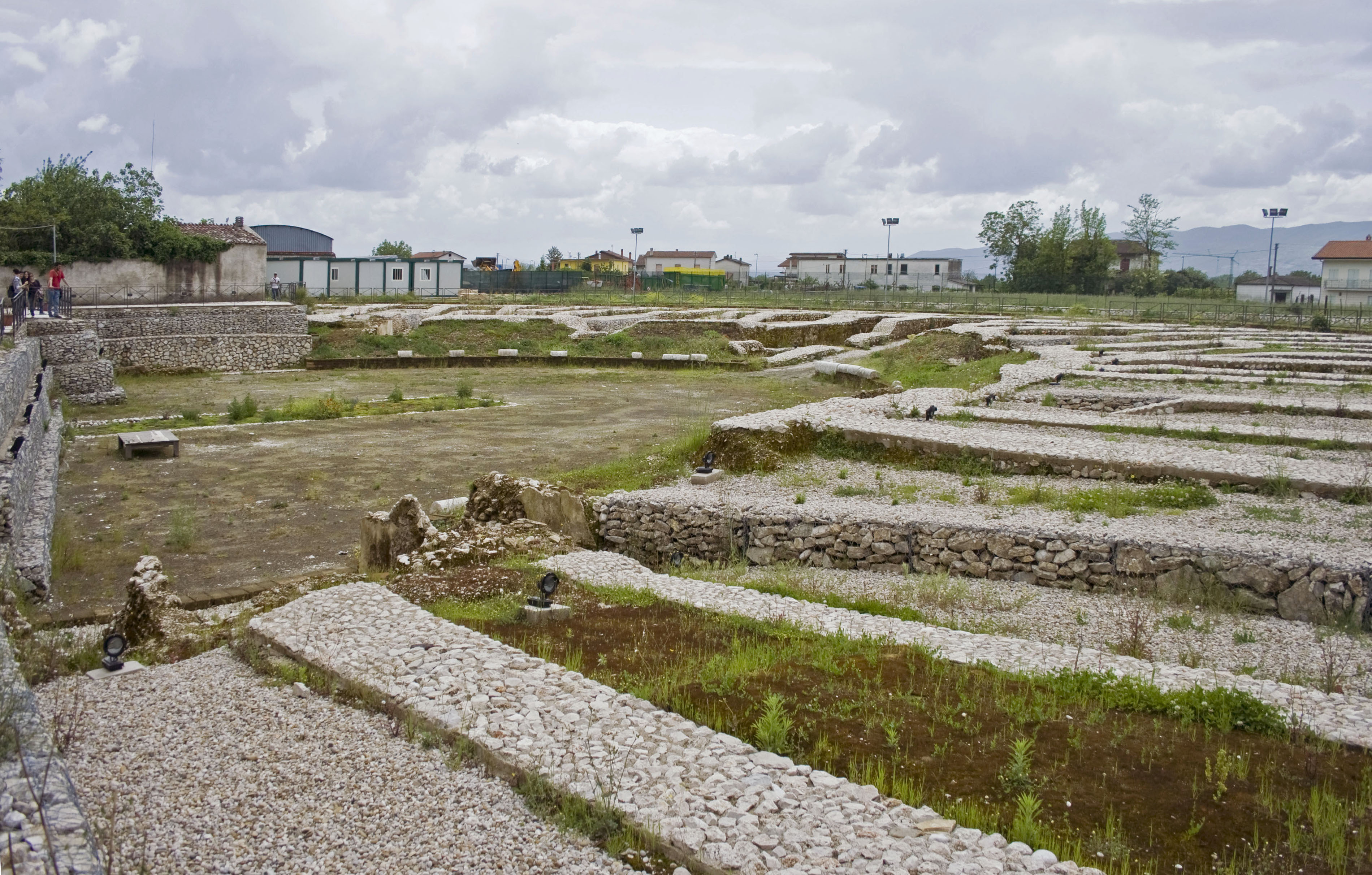
I'anfiteatro, recentemente scavato

- Centro storico, completamente circondato dal rettangolo delle Mura Romane di epoca sillana (I sec. a.C.), conserva la tipica conformazione urbana del castrum, strutturata su cardini e decumani. Il decumano maggiore (Via Roma - Via Napoli) e il cardine maggiore (via A. Vessella - Via G. Trutta) si intersecano in un punto centrale (Piazza O. Michi) detto "il Termine" e uniscono le quattro porte urbiche d'accesso alla città: Porta Beneventana (detta popolarmente Porta Napoli), Porta Venafrana (o Porta Roma), Porta San Bartolomeo (o Porta Fiume) e Porta degli Angeli (o Porta Piedimonte). Le due strade maggiori del centro storico, inoltre, lo suddividono in quattro rioni detti "Quarti": il Quarto di San Francesco, il Quarto del Vescovado, il Quarto di San Pietro e il Quarto del Castello. Le Mura sono rinforzate, lungo tutto il perimetro (che misura 540 × 410 m), da torrette, equidistanti tra loro, di forma semicircolare e rettangolare, alternate.
- Criptoportico, imponente costruzione ipogea.
- Mausoleo degli Acilii-Glabrioni, monumento funerario attribuita a questa nobile gens alifana, conosciuto anche come Torre di San Giovanni poiché è stato possesso dell'Ordine Gerosolimitano.
- Anfiteatro, appena fuori dal circuito delle Mura, recentemente riportato alla luce.
- Sepolcri, sono disseminati in tutto l'ager allifanus, lungo il percorso dell'antica Via Latina che attraversava la città e il suo territorio. Quelli meglio conservati sono quello detto "il Torrione", quello di "Via Campisi" e quello su cui è stato edificato il Santuario della Madonna della Grazia.
- Parco delle Pietre, in Piazza S. D'Acquisto, conserva alcune epigrafi, pietre lavorate, sarcofaghi e resti di tombe del periodo romano. Nel giardino pubblico di Piazza della Liberazione si conserva anche un impluvium, proveniente da una domus romana. Lapidi, resti di mosaici, colonne, epigrafi e altro sono sparse in tutto il territorio. Nel giardino di un'abitazione privata in Piazza Vescovado sono visibili i resti del Teatro.
- Area del Foro, è visibile sotto l'edificio che ospita l'Ufficio Postale in Via Anfiteatro.

Resti di età medievale:
- Castello delle Torri, edificio costruito, su preesistenti fortificazioni romane, in epoca longobarda, quando il territorio divenne feudo dei conti di Alife e che raggiunse il periodo di massimo splendore durante l'epoca normanna. Ospitò anche l'imperatore Federico II e Carlo d'Angiò.
- Cripta normanna, è un ambiente sacro ipogeo edificato, insieme alla Cattedrale, dal conte Rainulfo per ospitare le reliquie del patrono San Sisto.

## Società

### Evoluzione demografica
Abitanti censiti

### Etnie e minoranze straniere
Secondo i dati ISTAT al 1º Gennaio 2021 la popolazione straniera residente era di 195 persone e rappresentava il 2.7% della popolazione residente nel territorio del comune. Le nazionalità maggiormente rappresentate in base alla loro percentuale sul totale della popolazione residente erano:
- India 59
- Marocco 32
- Romania 28
- Ucraina 11
- Cina 8

### Tradizioni e folclore

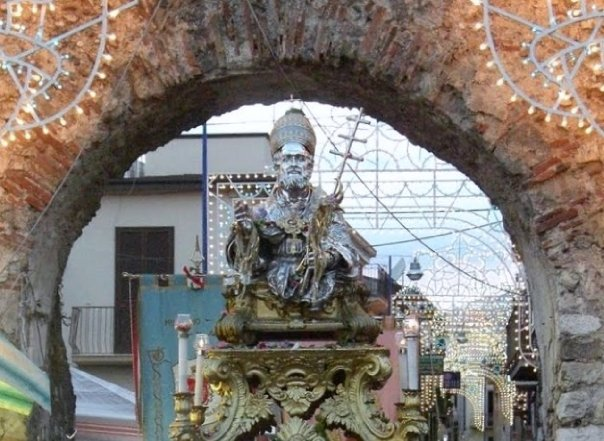
Foto di san sisto durante la festa padronale

È diffusa la tradizione di sega la vecchia, una festa per dare il benvenuto alla primavera verso metà quaresima. La tradizione consiste nel festeggiare con amici in campagna fino a tarda sera.

## Cultura

### Istruzione

#### Scuole
Sono presenti le scuole dell'obbligo scolastico a carattere pubblico, e anche privato per la materna e la primaria. L'Istituto professionale per l'Industria e l'Artigianato Manfredi Bosco, è l'unico istituto d'istruzione superiore. 

#### Biblioteche
La biblioteca comunale ha un patrimonio di 6500 volumi. Biblioteche scolastiche sono disponibili presso la scuola secondaria di primo grado Niccolò Alunno, e presso l'IPIA.

#### Musei
Il Museo Archeologico dell'antica Allifae ospita numerosi reperti, come armi e strumenti litici, vasellame, oggetti metallici, distinti per periodo e luogo (monte Cila, Roccavecchia di Pratella, materiali provenienti da necropoli), illustrati con pannelli esplicativi. E’ esposto anche parte di un affresco in IV° stile proveniente da una domus romana che si trovava lungo il decumanus maximus della città antica, esplorata agli inizi degli anni 1990. In una sala sottostante, inoltre, sono presenti frammenti di pavimenti a mosaico con decorazioni geometriche bianco-nere databili tra il I secolo a.C. ed il I secolo d.C., anch'essi derivanti da case della città antica.
Il Museo ha ospitato numerosi eventi (visite guidate, incontri, attività didattiche, mostre).

## Geografia antropica

### Frazioni
- San Michele
- Sant'Angelo
- Totari

#### Altre località del territorio
Boscarello, Campisi, Cerquelle, Cidonio, Conca d'Oro, Croce dei Pioppi, Defenza, Fontanelle, Forma, Fosse, Gervaso, Madonna della Grazia, Marmaruolo, Masseria Bianca, Montecalvo, Olivétole, Pacifico, Pera, Perazzete, Ponte Meola, Porchiera, Posta Vecchia, Saetta, San Luglio, Santa Lucia, San Michele, San Simeone, San Vittore, Sàure, Scafa, Sferracavallo, Torrione, Tre Portelle, Valle Netta, Valle Spagnola, Vadolargo, Varanelle, Vergini, Vernelle.

## Infrastrutture e trasporti

### Strade
Alife si collega alla rete autostradale dalla strada statale 372 Telesina, dalla strada statale 158 della Valle del Volturno, e dalla strada statale 87 Sannitica.

### Ferrovie
La stazione di Alife è una stazione di transito sulla linea Piedimonte Matese - Santa Maria Capua Vetere - Napoli il cui nome storico è Ferrovia Alifana, che la collega anche con Caiazzo, Santa Maria Capua Vetere, Caserta e altri comuni.

### Mobilità urbana
In assenza di servizio di trasporto pubblico urbano, si possono utilizzare le fermate comunali delle linee provinciali della CLP che la collegano ai comuni vicini e al capoluogo di provincia, con collegamenti che si spingono fino a Venafro in Molise. Le autolinee private Eredi Roberto Ferrazza e Ferrazza Group, sono utili per collegamenti in ambito regionale.

## Amministrazione
Di seguito l'elenco dei sindaci da quando è presente l'elezione diretta del sindaco da parte dei cittadini (cioè 1993):
| Periodo        | Periodo          | Primo cittadino        | Partito                | Carica                   | Note   |
| -------------- | ---------------- | ---------------------- | ---------------------- | ------------------------ | ------ |
| 6 giugno 1993  | 23 aprile 1995   | Geremia Fappiano       | Democrazia Cristiana   | Sindaco                  | [ 12 ] |
| 23 aprile 1995 | 13 giugno 1999   | Giovanni Guadagno      | Lista civica di centro | Sindaco                  | [ 13 ] |
| 13 giugno 1999 | 12 giugno 2004   | Roberto Vitelli        | Lista civica           | Sindaco                  | [ 14 ] |
| 12 giugno 2004 | 7 giugno 2009    | Roberto Vitelli        | Lista civica           | Sindaco                  | [ 15 ] |
| 7 giugno 2009  | 9 marzo 2010     | Fernando Iannelli      | Per Alife              | Sindaco                  | [ 16 ] |
| 10 marzo 2010  | 14 maggio 2011   | Maddalena Di Muccio    | Per Alife              | Sindaco facente funzioni |        |
| 15 maggio 2011 | 30 marzo 2016    | Giuseppe Avecone       | Per Alife              | Sindaco                  | [ 17 ] |
| 5 giugno 2016  | 7 settembre 2017 | Salvatore Cirioli      | Uniti per Alife        | Sindaco                  | [ 18 ] |
| 10 giugno 2018 | 14 maggio 2023   | Maria Luisa Di Tommaso | Rinascita alifana      | Sindaco                  |        |
| 15 maggio 2023 | in carica        | Fernando De Felice     | Svolta per il futuro   | Sindaco                  | [ 19 ] |

### Gemellaggi
- Alatri, dal 1984

Con questa cittadina del frusinate Alife divide, dal 1131, la comune devozione per il patrono, il martire e papa Sisto I, il cui corpo è sepolto per una circa una metà nella cripta normanna della tempio alifano e per la restante parte nella basilica concattedrale alatrina di San Paolo. Le due cittadine, in onore di questo gemellaggio spirituale, ogni anno si scambiano le visite in occasione della festa patronale che ad Alife trova il suo culmine nei giorni 10 e 11 agosto, mentre ad Alatri si svolge il mercoledì in Albis. Un'opera in ceramica cerretese che rappresenta il comune patrono San Sisto è stata posta, nel 1984, sulla facciata della chiesa di Santa Caterina d'Alessandria, a ricordo della prima visita degli abitanti di Alatri e a suggello della fine, dopo nove secoli, di ogni attrito campanilistico.
- Głowno, dal 1990
- Aversa, dal 2010

## Sport
- ASD Alliphae 2007, squadra di calcio della città nata nel 2007 che, nella stagione 2018-2019, milita nel campionato molisano di Eccellenza Girone A; i colori sociali sono il giallo e il blu. Le partite casalinghe si disputano allo stadio "Marco Spinelli".
- Inoltre nel 2021 nasce la società calcistica A S.D Virtus Alife, che nella stagione 2021-22 milita nel campionato Federazione Italiana Giuoco Calcio Della provincia di Caserta
- Nel 2023 nasce A.S.D. Alife tramite l'unione di A.S.D. Virtus Alife e A.S.D. Castello del Matese e milita nella prima categoria molisana.